# Xylophanes huloti
Xylophanes huloti là một loài bướm đêm thuộc họ Sphingidae. Nó được tìm thấy ở Ecuador.